# Балтика (пиво)
«Ба́лтика» — міжнародний пивний бренд, який продається в 75 країнах світу на п'яти континентах. Штаб-квартира — Санкт-Петербург. Права на бренд «Балтика» належать данській групі компаній Carlsberg Group [Архівовано 15 травня 2017 у Wayback Machine.] — одній із провідних пивоварних груп у світі. В Україні пиво ТМ «Балтика» виготовляється з 2006 року компанією Carlsberg Ukraine [Архівовано 2 лютого 2015 у Wayback Machine.] (входить до складу Carlsberg Group).

## «Балтика» в Україні
Продуктовий портфель ТМ «Балтика» в Україні включає 5 саббрендів: «Балтика № 3 Класичне», «Балтика № 7 Експортне», «Балтика № 0 Безалкогольне», «Балтика № 9 Міцне», «Балтика Розливне». Кожен сорт «Балтики» виготовляється за спеціальною технологією та рецептурою, має свій фірмовий смак і аромат, але всіх їх об'єднує бездоганна якість. Щорічно продукція бренда «Балтика» отримує найвищі нагороди провідних міжнародних дегустаційних конкурсів.

## Виробництво
В Україні пиво ТМ «Балтика» виготовляється компанією Carlsberg Ukraine на трьох заводах, які розташовані в Києві, Запоріжжі та Львові. Сумарна потужність всіх виробничих майданчиків компанії становить 1 111 млн літрів пива на рік.
Київський пивоварний завод був офіційно відкритий 7 червня 2004 року і на сьогодні є найсучаснішим пивоварним заводом в Україні. Загальна сума інвестицій, спрямованих на будівництво заводу, склала понад 68 млн доларів США, що дозволило втілити передові світові інновації пивоваріння. На заводі встановлено новітнє обладнання виробництва Бельгії, Німеччини і Швейцарії. А сам технологічний процес відповідає останнім технологіям енергозбереження, охорони праці й навколишнього середовища. Виробнича потужність Київського пивоварного заводу складає 473 млн літрів пива на рік.
Запорізький завод компанії був створений на базі побудованого в 1974 році Запорізького пивзаводу № 2. З 1996 року носив назву «Славутич». У 2012 році був перейменований в Carlsberg Ukraine. На даний момент завод є провідним підприємством європейського типу з високим рівнем виробничих та технологічних процесів. На підприємстві встановлено обладнання від провідних світових компаній пивоварної промисловості. Більшість виробничих процесів повністю автоматизовано. Потужність Запорізького пивоварного заводу складає 407 млн літрів на рік.
Львівська пивоварня — найстаріша пивоварня України. У 2015 році їй виповнюється 300 років. Була заснована монахами у 1715 році на прохання графа Станіслава Потоцького. Вже в середині 19 століття ввійшла у трійку найкращих пивоварень Австро-Угорської імперії і стала найбільшим підприємством даної галузі в регіоні. Компанія Carlsberg Ukraine інвестувала в розвиток виробництва більше 35 млн доларів США. Сьогодні Львівська пивоварня — це сучасне підприємство, яке поєднує перевірені часом рецепти і традиції пивоваріння з новітніми технологіями виробництва. Потужність Львівської пивоварні складає 231 млн літрів на рік.

## Асортиментний портфель ТМ «Балтика»

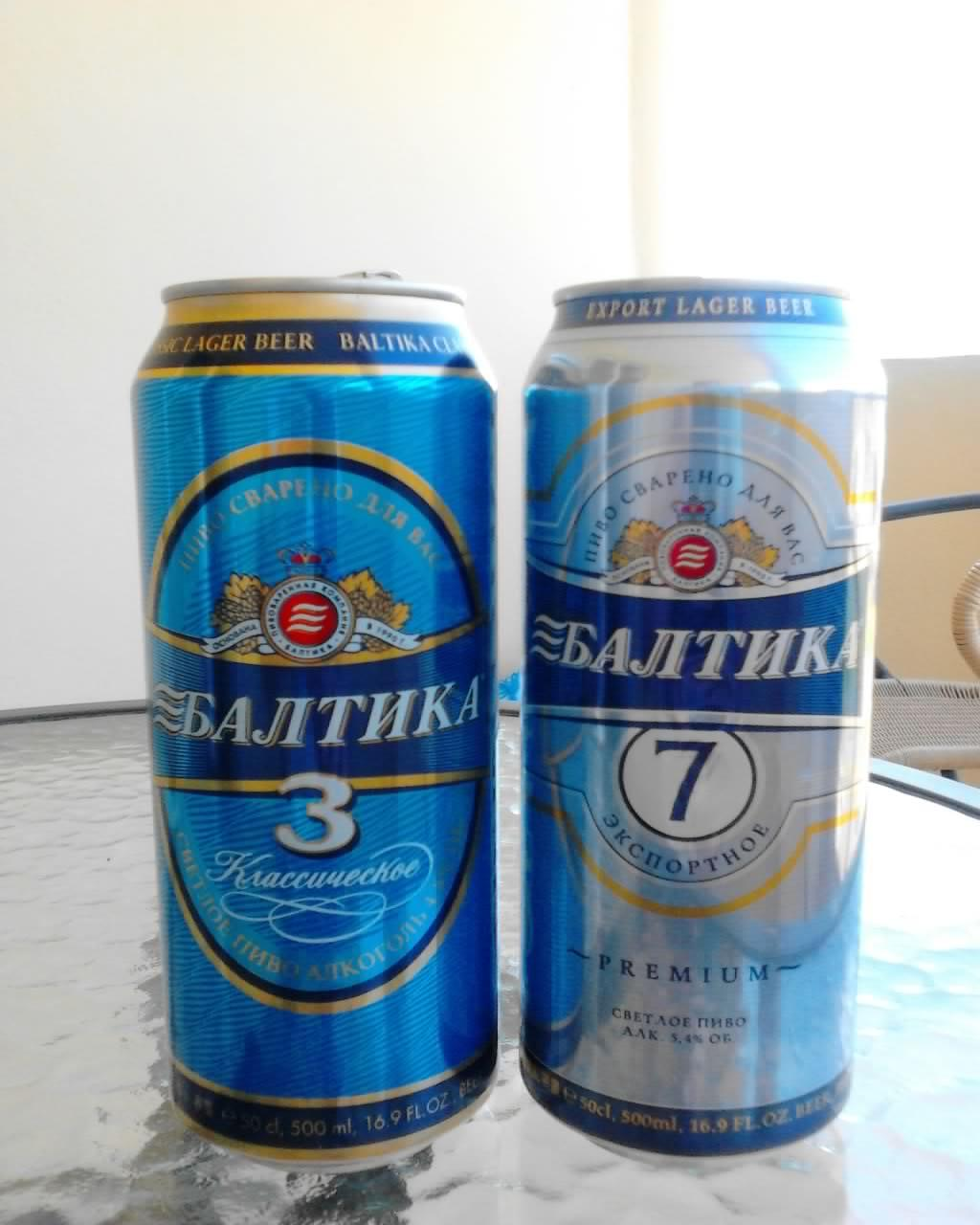
Балтика

- «Балтика № 7» — пиво з м'яким смаком, виготовлене з добірного солоду, ароматного хмелю. Завдяки своїм якісним і смаковими характеристиками, які поєднуються з оригінальною преміальної упаковкою, бренд завоював високу популярність в Європі і отримав визнання споживачів більш ніж у 70 країнах світу.
- «Балтика № 3» — пиво з класичним смаком і прозорим золотистим кольором. Зварене з натуральних компонентів із застосуванням найсучасніших технологій.
- «Балтика № 0» — безалкогольне пиво № 1 в Україні. Спеціальна технологія виробництва дозволила створити безалкогольне пиво, що за своїми смаковими якостями не відрізняється від звичайного пива преміум-класу. Виготовлене за класичною рецептурою з використанням високоякісної сировини.
- «Балтика Розливне» — це світлий лагер, який має по-справжньому свіжий смак розливного пива й густу, щільну піну. «Балтика Розливне» — справжнє розливне пиво в пляшці, створене для того, щоб насолоджуватися його смаком не тільки в барі, але і в домашньому затишку.
- «Балтика № 9» — міцне пиво з насиченим густим кольором і приємним солодовим смаком, зварене з добірних компонентів за новітніми технологіями.

| Назва              | Вміст спирту | Густина |
| «Балтика 0»        | 0,5 %        | 12,0 %  |
| «Балтика 3»        | 4,8 %        | 12,0 %  |
| «Балтика 7»        | 5,4 %        | 12,0 %  |
| «Балтика 9»        | 8,0 %        | 16,0 %  |
| «Балтика Розливне» | 4,3 %        | 12,0 %  |

## Цікаві факти
1. «Балтика» — бренд № 1 з продажу в Європі в категорії «пиво» (дані Euromonitor 2013)
2. «Балтика» — лідер преміум-сегменту в Україні (частка в сегменті становить 20,7 %)*
3. «Балтика» — бренд № 6 на ринку України і бренд № 2 в компанії Carlsberg Ukraine*
4. «Балтика № 0» — безалкогольне пиво № 1 в Україні (частка в безалкогольному сегменті становить 37 %)*

примітка* — дані аудиту роздрібної торгівлі Nielsen Ukraine за період 10 місяців 2014 року

## Нагороди
Балтика №0
- 2003 рік — золота медаль, International Beer Summit, Японія
- 2004 рік — срібна медаль, International Beer Summit, Японія
- 2006 рік — срібна медаль World Beer Cup (Всесвітній кубок пива), США
- 2008 рік — бронзова медаль конкурсу Australian International Beer Awards 2008, Австралія
- 2008 рік — золота медаль конкурсу «Лідер продуктового ринку Казахстану», Казахстан
- 2009 рік — бронзова медаль конкурсу Superior Taste Award, Бельгія
- 2009 рік — бронзова медаль міжнародного конкурсу BrewNZ Beer Awards, Нова Зеландія
- 2013 рік — срібна медаль Міжнародного конкурсу пива, безалкогольних, слабоалкогольних напоїв, мінеральних і питних вод, Україна
- 2014 рік — срібна медаль Міжнародного конкурсу пива, безалкогольних, слабоалкогольних напоїв, мінеральних і питних вод, Україна

Балтика №3
- 2008 рік — срібна медаль конкурсу Superior Taste Award, Бельгія
- 2008 рік — золота медаль конкурсу «Лідер продуктового ринку Казахстану», Казахстан
- 2008 рік — золота медаль конкурсу WorldFood, Казахстан

Балтика №9
- 2008 рік — срібна медаль конкурсу, Superior Taste Award, Бельгія
- 2008 рік — золота медаль конкурсу «Лідер продуктового ринку Казахстану», Казахстан
- 2008 рік — бронзова медаль World Beer Championships, організованого Beverage Testing Institute, США
- 2009 рік — золото медаль конкурсу Monde Selection, Бельгія
- 2009 рік — срібна медаль конкурсу, Superior Taste Award, Бельгія

Балтика №7
- 2009 рік — срібна медаль конкурсу, Superior Taste Award, Бельгія
- 2009 рік — золота медаль міжнародного конкурсу а BrewNZ Beer Awards, Нова Зеландія
- 2009 рік — срібна медаль конкурсу International Beer Challenge, Велика Британія
- 2010 рік — срібна медаль конкурсу Asia Beer Awards

Балтика Розливне
- 2013 рік — срібна медаль Міжнародного конкурсу пива, безалкогольних, слабоалкогольних напоїв, мінеральних і питних вод, Україна

## Суспільний бойкот
Через російське походження пиво «Балтика» потрапляло під суспільні бойкоти в Україні в рамках громадянських кампаній «Пам'ятай про газ — не купуй російських товарів!» і «Не купуй російське!»